# 인천광역시기
인천광역시기는 대한민국 인천광역시를 상징하는 기이다. 현재 사용되고 있는 기는 1996년 4월 8일에 제정되었다.

## 디자인
하얀색 바탕에 인천광역시의 공식 로고가 그려져 있고 로고 하단에 "인천광역시"라는 은색 글자가 쓰여져 있다. 현재 사용되고 있는 인천광역시의 공식 로고는 인천의 '인'자에 들어있는 한글 자음 ㅇ자, '천'을 뜻하는 한자 川(천)자, 파도를 모티브로 한 디자인인데 끝없는 움직임, 인천광역시가 가진 무한한 잠재력을 나타낸다. 전체적으로는 인천광역시가 항만, 공항을 통해 상품, 서비스, 정보가 오가는 무역 도시임을 나타낸다. 또한 인천광역시가 세계로 향하는 관문 도시, 동북아시아의 중심 도시이자 허브로서 21세기 인천의 미래를 보여주는 디자인이기도 하다.

### 색상
| 색상    | 하양        | 파랑        | 초록       | 은색     |
| ------- | ----------- | ----------- | ---------- | -------- |
| CMYK    | 0–0–0–0     | 100–49–0–28 | 100–0–5–30 | 6–1–0–65 |
| RGB     | 255–255–255 | 0–94–184    | 0–178–169  | 84–88–89 |
| 웹 색상 | #FFFFFF     | #005EB8     | #00B2A9    | #545859  |

## 과거의 기 (1977년 ~ 1996년)

인천광역시기 (1977년 ~ 1996년 4월 7일)

1977년부터 1996년 4월 7일까지 사용된 인천광역시기는 초록색 바탕 가운데에 인천광역시의 로고가 그려져 있는 기이다. 선박의 타륜 하단에는 "ㅇㅣㄴㅊㅓㄴ★INCHON"이라는 글자가 쓰여진 리본이 그려져 있고 타륜 안쪽에는 톱니바퀴가 그려져 있다. 톱니바퀴와 작은 동그라미 사이에는 무궁화가 그려져 있고 작은 동그라미 안에는 인천의 ㅇ자, ㅊ자를 오각형에 맞춰 디자인한 문양이 그려져 있다.
선박의 타륜은 항구 도시를, 톱니바퀴는 공업 도시를 나타낸다. 안쪽에 그려진 무궁화는 대한민국의 국화이기도 한데 이는 인천광역시의 무궁한 발전을 뜻한다. 인천의 ㅇ자, ㅊ자를 오각형에 맞춰 디자인한 문양은 인천광역시가 갖고 있는 국제 항구 도시의 시세가 오대양에 빛난다는 것을 나타낸다.

## 같이 보기
- 인천광역시의 상징

## 참고자료
- 자치법규정보시스템 - 인천광역시기 조례
- 자치법규정보시스템 - 인천광역시 도시 브랜드 가치 제고에 관한 조례